# メフディー・ガーイェディー
- メフディ・ガエディ

メフディー・ガーイェディー（Mehdi Ghayedi，1998年12月5日 - ）は、イラン・ブーシェフル出身のサッカー選手。アル・イテハド・カルバ所属。ポジションはフォワード。イラン代表。

## クラブ経歴

### イランジャヴァーン・ブーシェフルFC
ガーイェディーはイランジャヴァーン・ブーシェフルFC（イランのブーシェフル市を本拠地とするサッカークラブ]のリザーブチームでサッカーを始め、2016-17シーズンにこのクラブのトップチームへ昇格することができた。彼は最初のシーズンの試合においてチームのために10ゴールを挙げることができ、2部リーグの新人タイトルも同年に獲得した。

### エステグラル・テヘランFC

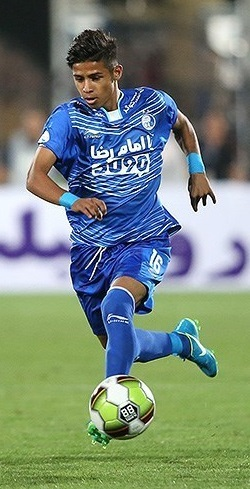
2017年8月4日のデビュー戦でのガーイェディー

彼が2部リーグで輝きを放った後、エステグラル・テヘランFCは彼に関心を持ち獲得に動き、最終的に2017年7月8日に5年契約でエステグラル・テヘランFCへ移籍した。

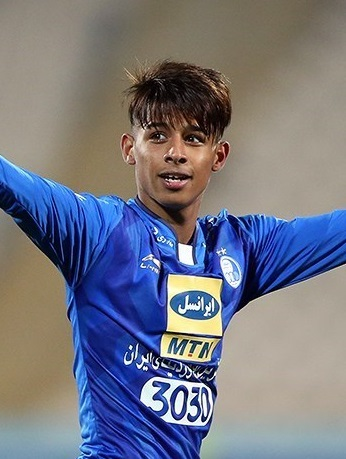
2017年12月6日のセパーハーンFC戦でのガーイェディー

彼のこのチームにおける自身の公式戦デビューは2017年8月4日、2017-18シーズンのペルシアン・ガルフ・プロリーグ第2節エステグラル・フーゼスターン戦(イランのアフヴァーズ市)を本拠地とするサッカークラブ）であった。彼はこの試合で64分にオミード・ヌーラーフキャンと交代でピッチに入り、自身のテクニカルな動きで輝きを放った。こういう理由でエステグラル・テヘランFCのサポーターは彼に「バーシュー・クーチェク(小さいトカゲの意)」という愛称を与えている。

#### 2018-2019シーズン
このシーズン、彼は1部リーグ第6節のナフト・マスジェド・ソレイマーン戦(イランのマスジェド・ソレイマーン市を本拠地とするサッカークラブ)でエステグラル・テヘランFCにおける初ゴールを決めた。

#### 2019-2020シーズン
彼はこのシーズンで背番号10を身に着けた。
彼は2019シーズン第１節マーシーン・サーズィー(イランのタブリーズ市を本拠地とするサッカークラブ)とのエステグラル・テヘランFCの試合に交代で出場した。ナフト・マスジェド・ソレイマーンとの試合で自身の2019-20シーズンの初ゴールを決めた。

## 代表
ガーイェディーは、2017年のFIFA U-20ワールドカップへ向けたアミール・ホセイン・ペイラーヴァーニー監督が指揮する20歳以下のイラン代表チームに召集された。ガーイェディーはイラン対コスタリカの予選でベンチに座った後、ザンビア戦でデビューしピッチへ入り、この試合で18分プレーをした。彼は同様にポルトガル戦でも数分プレーした。しかしながら負傷し試合から退いた。

## クラブ統計
| 経歴      | 経歴                               | 経歴                           | リーグ                         | リーグ                         | カップ             | カップ             | 国際大会               | 国際大会               | 合計 | 合計   |
| シーズン  | クラブ                             | リーグ                         | 試合                           | ゴール                         | 試合               | ゴール             | 試合                   | ゴール                 | 試合 | ゴール |
| イラン    | イラン                             | イラン                         | ペルシアン・ガルフ・プロリーグ | ペルシアン・ガルフ・プロリーグ | ハズフィー・カップ | ハズフィー・カップ | アジア・チャンピオンズ | アジア・チャンピオンズ | 合計 | 合計   |
| --------- | ---------------------------------- | ------------------------------ | ------------------------------ | ------------------------------ | ------------------ | ------------------ | ---------------------- | ---------------------- | ---- | ------ |
| 2016-2017 | イランジャヴァーン・ブーシェフルFC | アーザーデガーン・リーグ       | 29                             | 10                             | 0                  | 0                  | 0                      | 0                      | 29   | 10     |
| 2017-2018 | エステグラル・テヘランFC           | ペルシアン・ガルフ・プロリーグ | 12                             | 0                              | 1                  | 0                  | 1                      | 0                      | 14   | 0      |
| 2018-2019 | エステグラル・テヘランFC           | ペルシアン・ガルフ・プロリーグ | 10                             | 3                              | 2                  | 0                  | 3                      | 0                      | 15   | 3      |
| 2019-2020 | エステグラル・テヘランFC           | ペルシアン・ガルフ・プロリーグ | 30                             | 10                             | 5                  | 2                  | 6                      | 3                      | 41   | 15     |
| 2020-2021 | エステグラル・テヘランFC           | ペルシアン・ガルフ・プロリーグ | 3                              | 0                              | 0                  | 0                  | 0                      | 0                      | 3    | 0      |
| 合計      | 合計                               | 合計                           | 55                             | 13                             | 8                  | 2                  | 10                     | 3                      | 73   | 18     |
| 合計      | 合計                               | 合計                           | 84                             | 23                             | 8                  | 2                  | 10                     | 3                      | 102  | 28     |

- アシストの統計

| シーズン  | チーム                             | アシスト |
| --------- | ---------------------------------- | -------- |
| 2016-2017 | イランジャヴァーン・ブーシェフルFC | 5        |
| 2017-2018 | エステグラル・テヘランFC           | 1        |
| 2018-2019 | エステグラル・テヘランFC           | 1        |
| 2019-2020 | エステグラル・テヘランFC           | 9        |
| 2021-2020 | エステグラル・テヘランFC           | 1        |
| 合計      | 合計                               | 17       |

## 代表でのゴール
|    | 日付           | 開催地                                                               | 対戦相手                 | 経過 | 試合結果 | 大会                                  |
| -- | -------------- | -------------------------------------------------------------------- | ------------------------ | ---- | -------- | ------------------------------------- |
| 1. | 2020年11月13日 | アシムファルハトビッチスタジアム、サラエボ(ボスニア・ヘルツェゴビナ) | ボスニア・ヘルツェゴビナ | 2-0  | 2-0      | 親善試合                              |
| 2. | 2021年6月11日  | バーレーン・ナショナル・スタジアム, リファー(バーレーン)             | カンボジア               | 9-0  | 10-0     | 2022FIFAワールドカップ・アジア2次予選 |

## タイトル
- ペルシアン・ガルフ・プロリーグ：2019-2020シーズン準優勝
- ハズフィー・カップ：2017-2018シーズン優勝

## 運転事故
2018年1月29日、彼の大学に関する用事のためにブーシェフル市を訪れていた際に、運転事故で負傷しハリージェ・ファールス病院へ搬送された。彼は数名の友達と車に乗ってビーチサッカーの試合観戦から帰る途中で、彼らの車はブーシェフルのイマーム・アリー高速道路で転覆した。3人の男性と1人の女性を含む同乗者は重傷に至り、最終的に1人がこの事故で犠牲となった。報告書に基づけば、運転免許のないガーイェディーはプラドの運転席に座っており、事故の原因は他の車と高速道路での競争であるという発表もされた。最終的にメフディー・ガーイェディーは第一審裁判所で有罪と認められ、1年のタアズィール刑（イスラーム法における刑罰の一種で、コーランに明文化され規定のある刑罰であるハッド刑とは対を成す、時と場所により異なる判断が下される刑罰である。矯正が目的であるので、ハッド刑を超える処罰をしてはならない刑罰）と被害者への賠償金として3億6千万トマーン（イランの通貨単位であり、日本円で約891万3794円[2020年11月30日現在])を支払う判決が下された。

## リソース
（１）Wikipediaペルシア語版におけるメフディー・ガーイェディーのページ
（２）Iranian Calendar Converter. Iran Chamber Society. (最終閲覧日2020年12月1日)
（３）有見次郎 2005年. 「2. タアズィール刑」『ニューズレターVol.3 No.1 イスラーム法入門（5）』 拓殖大学イスラーム研究センター  2頁 ,(最終閲覧日2020年12月1日)
（４）Currency Converter. XE The World's Trusted Currency Authority.  (最終閲覧日2020年11月30日)